# 来比锡杨
来比锡杨（学名：Populus canadensis  'Leipzig），为杨柳科下加杨的一个植物品种/栽培型。